# Котов, Григорий Иванович
Григорий Иванович Котов (1859—1942) — русский и советский архитектор, реставратор, преподаватель, действительный член Императорской Академии художеств.

## Биография
- Родился в семье московского купца.
- Окончил Московское училище живописи, ваяния и зодчества в 1878 г. с Малой серебряной медалью за проект «Концертный зал».
- В 1878 г. поступил в Императорскую Академию художеств. За программный проект «Театр на 2 тысячи человек в столичном городе на открытой площади» присуждена большая золотая медаль (1882).
- 29 октября 1882 г. удостоен звания Классного художника первой степени. Назначен пенсионером Академии на четыре года, считая с 1-го января 1883 г. Посетил Венецию, Падую, Верону, Неаполь, Помпеи, Палермо, Бордо, Париж, Брюссель, Малин, Антверпен, Льеж, Майнц, Висбаден, Мюнхен, Кёльн, Франкфурт на Майне, и др.
- С 1-го сентября 1887 г. — преподаватель рисования в Ремесленном училище цесаревича Николая.
- 4-го ноября 1887 г. на годичном Собрании ИАХ удостоен звания Академика архитектуры за «исполненные работы в качестве пенсионера Академии».
- С мая 1888 г. причислен к Академии в качестве добавочного Адъюнкт-профессора при архитектурном классе. По определению Совета в октябре 1889 г., оставлен сверхштатным преподавателем.
- С мая 1891 г. — архитектор для ремонтных работ по зданиям Академии.
- С сентября 1889 г. второй преподаватель по «Истории изящных искусств» для 1-го и 2-го курсов ИАХ.
- С октября 1892 г. — преподаватель Центрального Училища технического рисования барона Штиглица.
- С февраля 1893 г. — член Строительного комитета, состоящего при канцелярии по учреждениям Ведомства Императрицы Марии.
- С февраля 1895 г. — член-корреспондент Императорской археологической комиссии.
- С марта 1896 г. — Член Общего присутствия Хозяйственного управления при Святейшем Синоде. Член-архитектор Техническо-строительного комитета Хозяйственного управления при Синоде.
- С 24 октября 1896 г. — директор С.-Петербургского Центрального Училища технического рисования барона Штиглица (до осени 1917 г).
- С января 1905 г. — Профессор искусств VI класса.
- С января 1915 г. — непременный член Совета ИАХ по 1-е января 1920 г.
- Преподаватель Ленинградского Высшего художественно-технического института.

Похоронен на Литераторских мостках Волковского кладбища. Могила находится на Архитекторской дорожке.

## Проекты и постройки
- Городская дума в Москве (совместно с Преображенским М. Т.; конкурсный проект; вторая премия; 1889 г.)
- Собор во имя Александра Невского в Варшаве (закрытый конкурс; 1893 г.)
- Церковь во имя Николая Чудотворца в Вене (1893—1899 гг.)
- Восстановление Успенского собора во Владимире-Волынском (исследования с 1893 г., работы велись в 1896—1900 гг.) Колокольня (1900 г.).
- Плафон для Государственного театра драмы (бывш. Александринского) в Ленинграде. Эскиз (1932 г.)

## Награды
- Орден Св. Станислава 3-й ст. (1891 г.)
- Орден Св. Анны 3-й ст. (1895 г.)
- Орден Св. Станислава 2-й ст. (1898 г.)
- Орден Св. Анны 2-й ст. (1900 г.)
- Орден Св. Владимира 4-й ст. (1904 г.)
- Орден Св. Станислава 1-й ст. (1915 г.)

## Чины. Звания
- Надворный советник со старшинством (1891 г.)
- Коллежский советник со старшинством (1895 г.)
- Статский советник со старшинством (1899 г.)
- Действительный статский советник (1909 г.)